# Oostkerke (Diksmuide)
Oostkerke é uma vila e deelgemeente belga pertencente ao município de Diksmuide, província de Flandres Ocidental. Em 1 de Janeiro de 2007, tinha uma população de 285 habitantes e uma área de 3,77 km². Foi município autónomo até 1971, data em que se fundiu com o de Pervijze e em 1977 com o de Diksmuide.

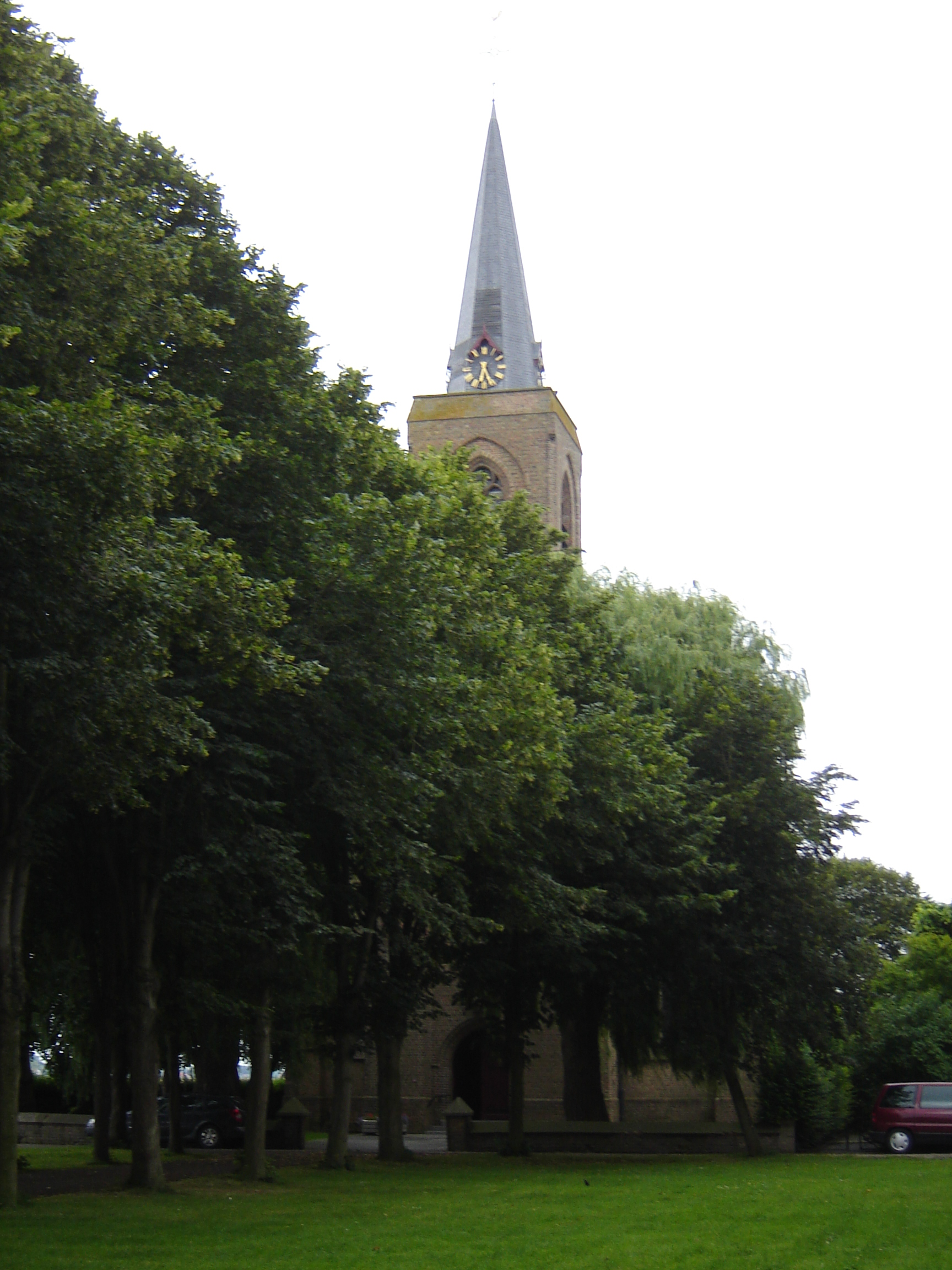
Igreja de Oostkerke.